# Erigomicronus
Genre
Synonymes
- Collis Seo, 2018

Erigomicronus est un genre d'araignées aranéomorphes de la famille des Linyphiidae.

## Distribution
Les espèces de ce genre se rencontre en Corée du Sud, au Japon, en Chine et en Russie.

## Liste des espèces
Selon World Spider Catalog (version 22.5, 18/07/2021) :
- Erigomicronus flavus (Seo, 2018)
- Erigomicronus lautus (Saito, 1984)
- Erigomicronus longembolus (Wunderlich & Li, 1995)
- Erigomicronus pusillus (Seo, 2018)
- Erigomicronus silvaticus (Seo, 2018)

## Systématique et taxinomie
Collis a été placée en synonymie par Tanasevitch en 2021.

## Publication originale
- Tanasevitch, 2018 : « A new, remarkable erigonine spider genus from eastern Asia (Araneae, Linyphiidae). » Zootaxa, no 4524(2), p. 245-250.